# 大慶汽車
大慶汽車工業股份有限公司，簡稱大慶汽車、TCMC，是一家臺灣汽車製造商，總部位於屏東縣屏東市，曾是速霸陸汽車的臺灣總代理商，主要股東為前益華公司董事長王鎮魁以台灣偉士伯公司名義出資55％、日本富士重工業（速霸陸汽車之母企業）出資45％。該公司在1990年代前期的年產量約為兩萬輛，但到了2001年則萎縮至1,713輛。由於臺灣汽車市場胃納過小，富士重工業曾試圖親自出馬掌局，但最後仍無法扭轉頹勢，在2002年結束和該公司長達13年的合作關係。

## 概要

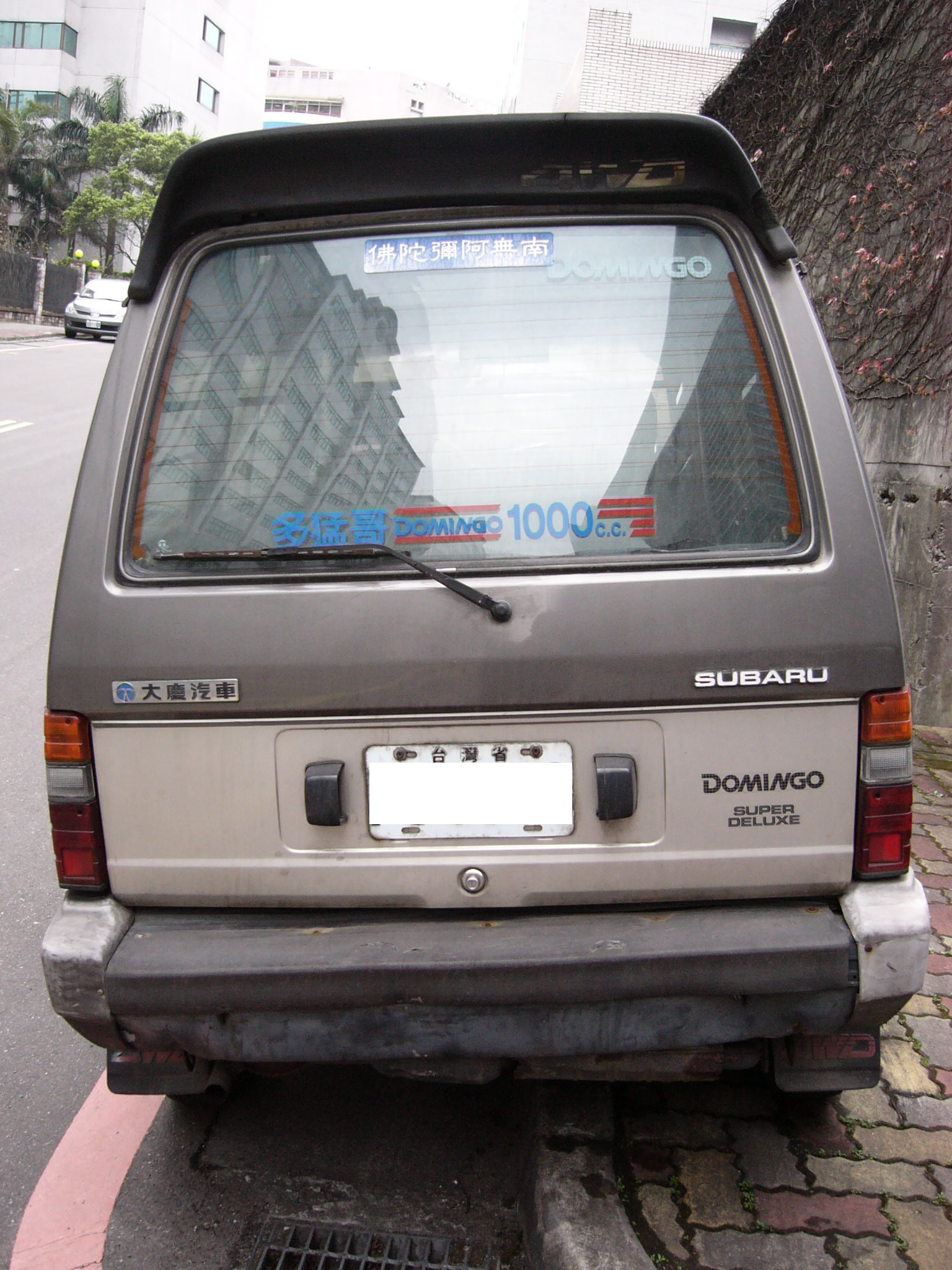
大慶汽車製造的Domingo 1000c.c.廂型車車尾，車尾左側的大慶汽車銘板清晰可見

1986年成立的大慶汽車是臺灣第八家汽車製造商，1989年屏東工廠開幕後，陸續下線生產Domingo（多猛哥）商用車和Justy（捷速帝）小型車，並在同年與富士重工業簽下合作契約；隨後自行修改Justy的車尾，推出局部自行設計的兄弟車款Tutto（金美滿）。翌年（1990年）引進2.2L日裔美規Legacy，但其他競爭對手也進軍小型和中型車市場，該公司的銷售好景惜未長久。
1997年，大慶汽車企圖重振雄風，推出頗受改裝車族喜愛的Impreza（（車迷俗稱為「硬皮鯊」），並邀請歌星孫燕姿擔任年度廣告代言人而紅極一時；翌年改邀導演吳念真擔任年度廣告代言人，甚至外銷至芬蘭、智利、多明尼加等國家，創下臺灣國產車首度外銷至北歐及拉丁美洲地區的紀錄。但大慶汽車終究敵不過當時低迷的汽車市場景氣，長期被負債纏身，黯然退出市場。

## 產品
- Domingo（多猛哥）：商用車
- Estratto（金福相）：商用車
- Impreza GT/RX：緊湊型四門轎車
- Casa Blanca：緊湊型四門轎車
- Justy（捷速帝）：小型五門掀背車
  - Tutto（金美滿）：小型四門轎車（大慶自行設計）
- Legacy：日本整車進口
- Forester：日本整車進口

## 後續接管
- 2002年3月底，富士重工業無預警將日籍主管撤離大慶汽車；大慶汽車在屏東縣屏東市高屏溪旁的工廠由台灣本田汽車購入，做為本田技研與三陽工業終止合作關係之後在台灣的車輛生產基地。
- 2002年4月1日起，速霸陸系列汽車改由富士重工業台灣子公司「台灣速霸陸股份有限公司」（英文全名「Subaru of Taiwan Co., Ltd.」，縮寫成「SOT」）直接由海外進口。
- 2006年起隸屬於新加坡陳唱國際旗下的意美集團（Motor Image Enterprises Pte Ltd.）向富士重工業取得速霸陸臺灣地區總經銷權，並建立台灣意美汽車；2007年11月後者於臺北市內湖區成立旗艦展示中心。

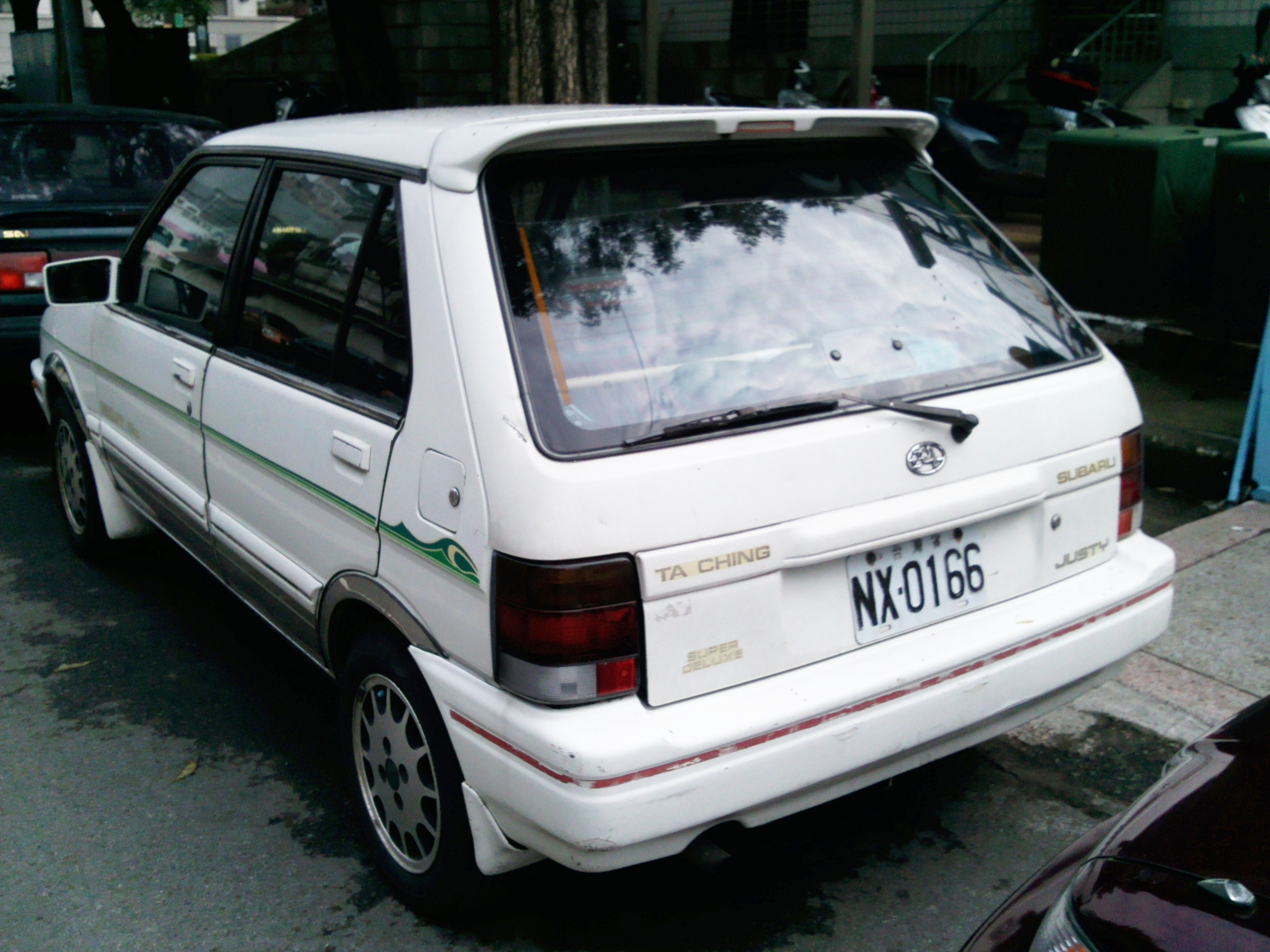
第一代Justy，車尾左方顯示「Ta Ching」
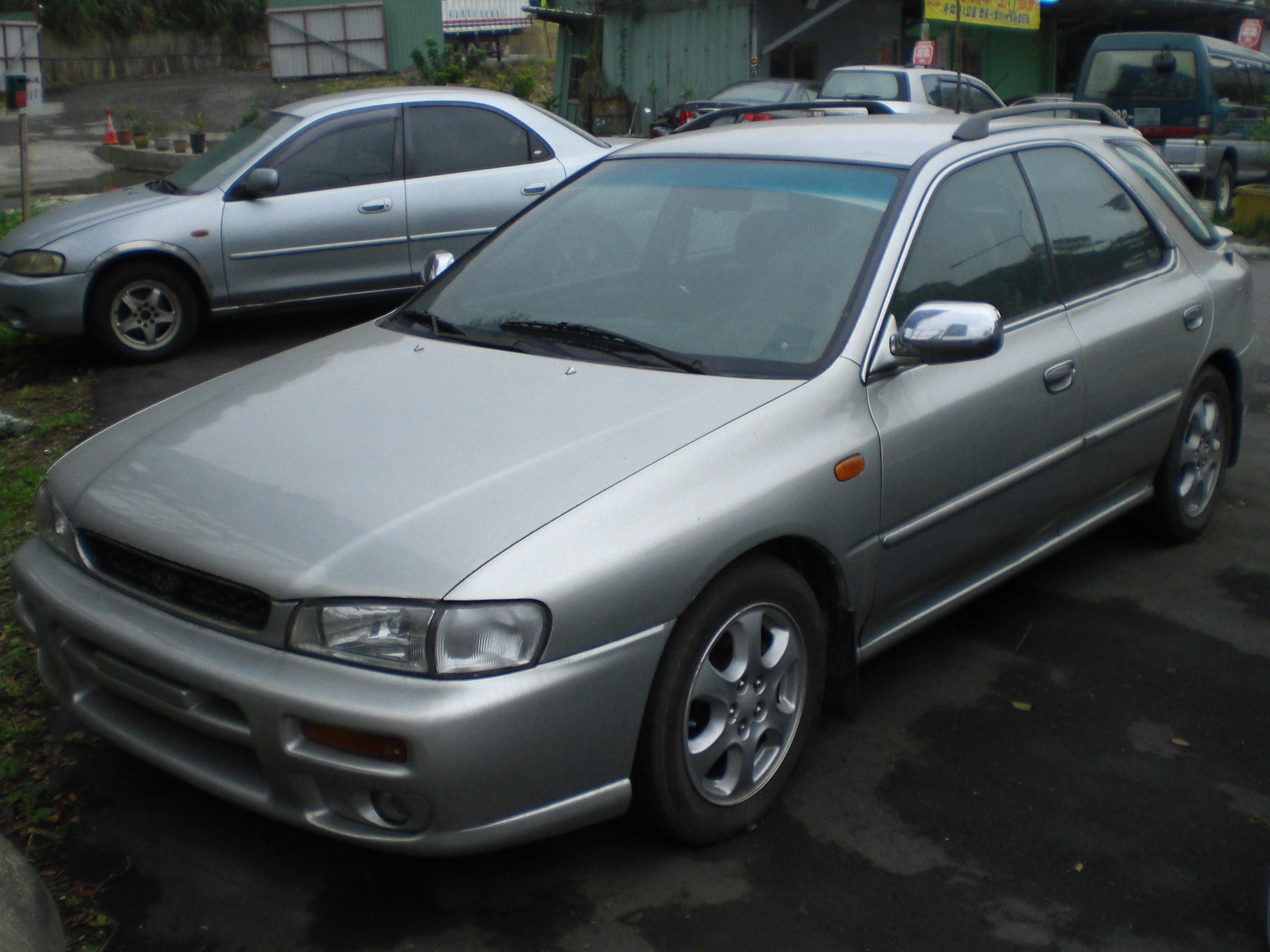
第一代Impreza AWD
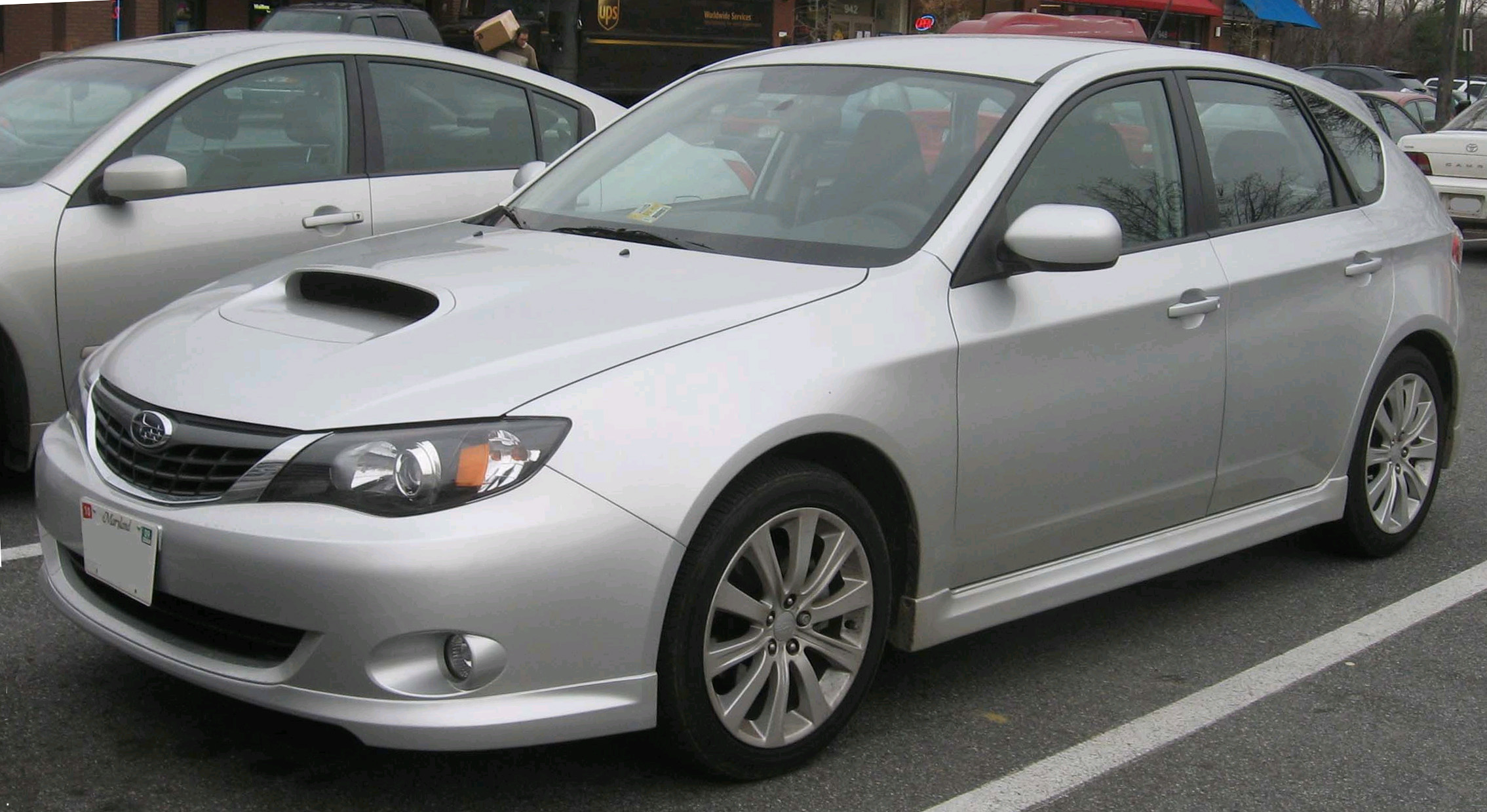
第三代Impreza WRX
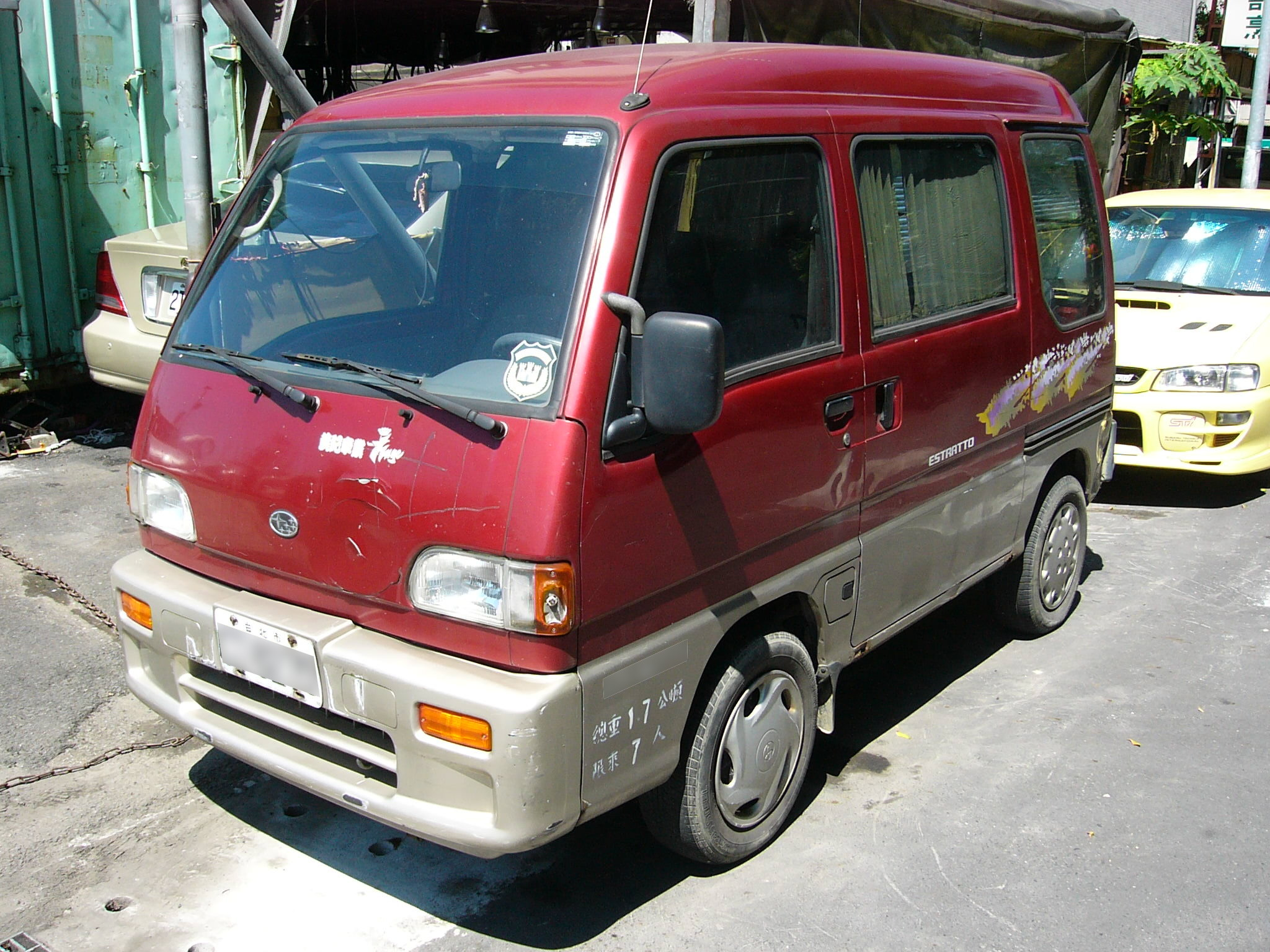
金福相1.2MPI
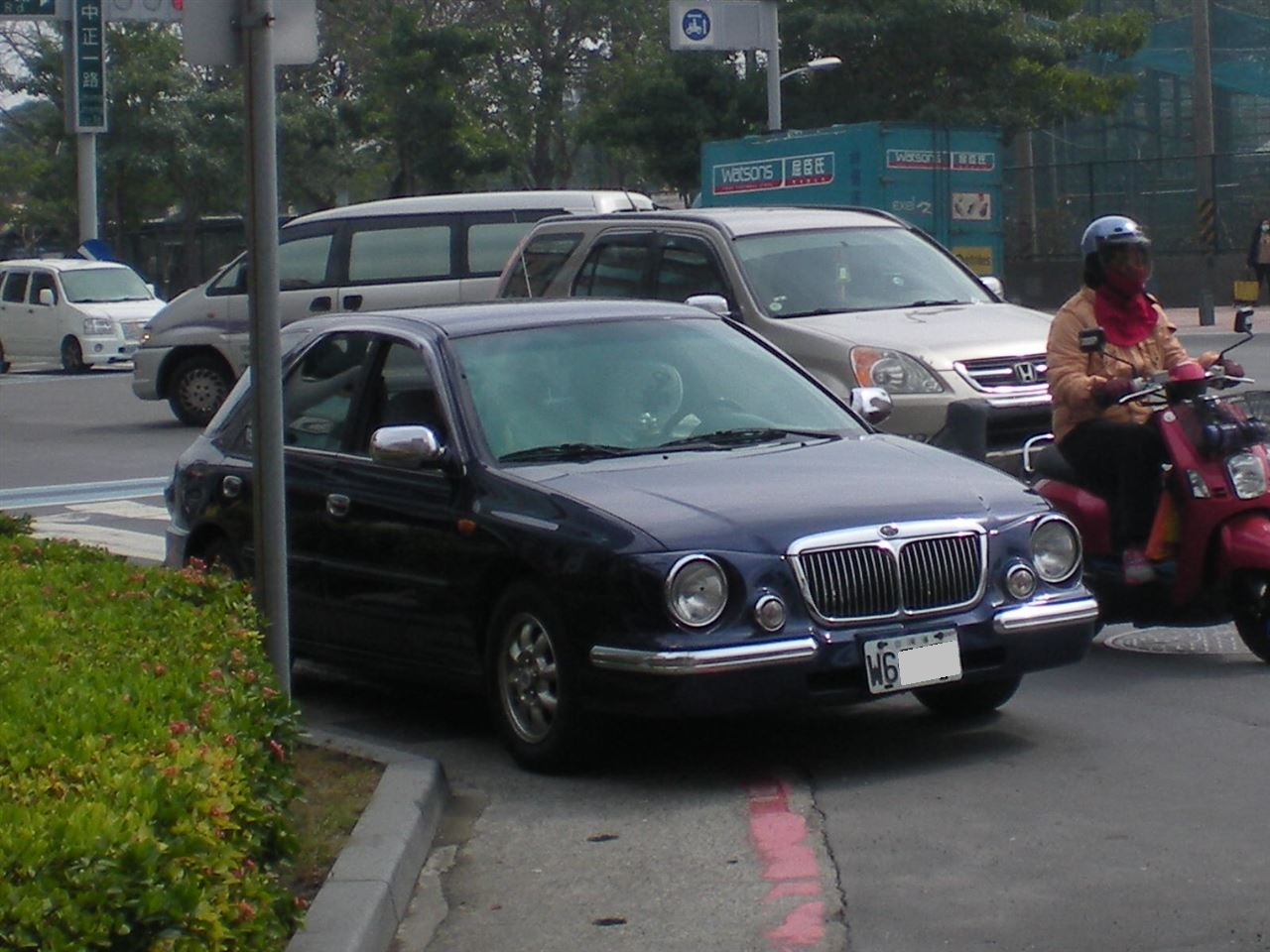
Casa Blanca
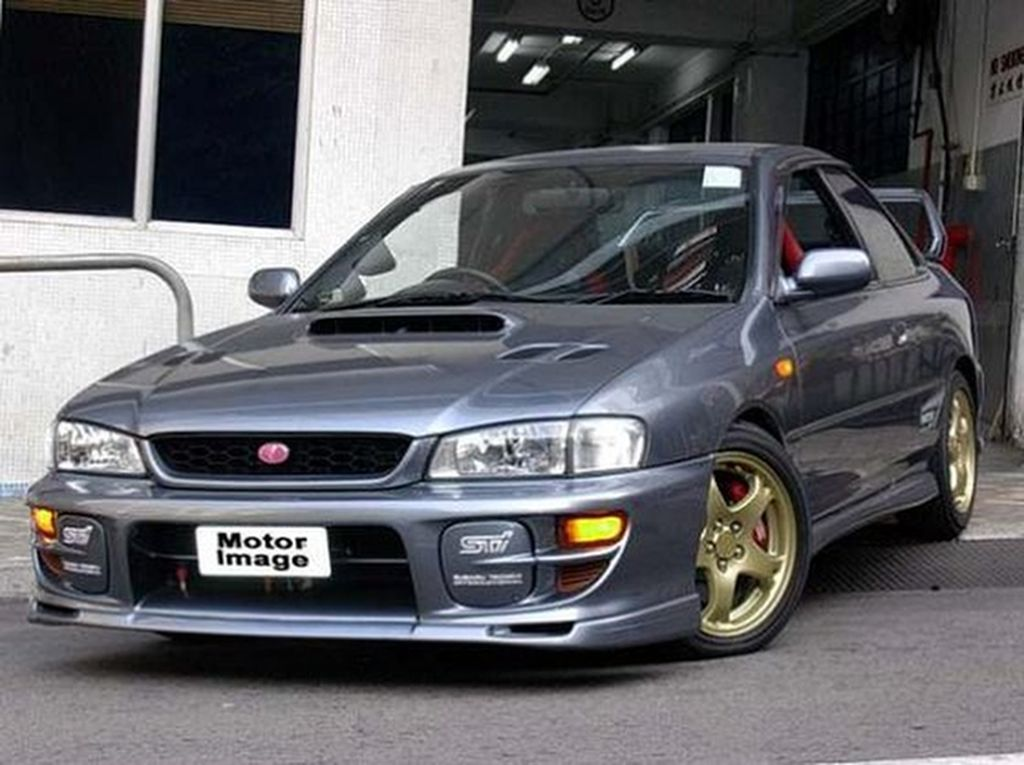
Impreza GT

## 外部連結
- （日語）日本速霸陸官方網站（页面存档备份，存于）